# Psyllaephagus belanensis
Psyllaephagus belanensis är en stekelart som först beskrevs av Hoffer 1963.  Psyllaephagus belanensis ingår i släktet Psyllaephagus och familjen sköldlussteklar. Inga underarter finns listade i Catalogue of Life.